# 234
Năm 234 là một năm trong lịch Julius. 

## Mất
- Gia Cát Lượng (181-234): Thừa tướng nhà Thục Hán.
- Hán Hiến Đế Lưu Hiệp (181-234): Hoàng đế cuối cùng của nhà Đông Hán.